# Rottboellia coelorachis
Rottboellia coelorachis är en gräsart som beskrevs av Johann Georg Adam Forster. Rottboellia coelorachis ingår i släktet Rottboellia och familjen gräs. Inga underarter finns listade i Catalogue of Life.